# Draba hispanica
La hierba del mayor dolor o Draba hispanica es una planta de la familia de las brasicáceas.

## Descripción
Matita pulvinular de hojas apretadas, como las de ciertos cactos o siemprevivas, todas ellas pestañosas en el borde. Del centro de cada macollita, salen, según los años, escapos cortos y pelosos terminados en racimos - casi corimbos- de flores con pétalos amarillos. Con la marchitez, los pétalos se tornan blanco-papiráceos y caen, dejándose ver por unos días los estambres, con anteras algo anaranjadas, y al final los frutos que son pelosos y tienen un estilo terminal de longitud variable según las poblaciones. nerfeen a poco
```
kimpembe
```

## Hábitat
Generalmente en montaña en altitudes superiores a 1.500 m s. n. m.

## Distribución
Es una planta endémica de España, creciendo en algunas montañas de Levante y en Andalucía

## Taxonomía
Draba hispanica fue descrita por   Pierre Edmond Boissier  y publicado en Elench. Pl. Nov. 13 1839.
Citología
Número de cromosomas de Draba hispanica (Fam. Cruciferae) y táxones infraespecíficos:  
2n=16
Etimología
Ver: Draba, Etimología
hispanica: epíteto latíno geográfico que alude a su localización en "Hispania"
Sinonimia
- Draba aizoides Cav.
- Draba alpina Asso
- Draba atlantica Pomel
- Draba atlantica var. battandieri O.E.Schulz
- Draba cuspidata DC.
- Draba involuta Willk. & Lange[4]